# 阿里安2号运载火箭
阿丽亚娜2号运载火箭或译作阿里安2号运载火箭（Ariane 2）是欧洲空间局于1980年代中期研制开发的一种中小型航天运载火箭。专门用于发射地球同步轉移軌道的通信卫星。1986年5月31日首发至1989年4月2日末发后退役。六次飞行全部用于商业通信卫星的发射任务。阿丽亚娜2号运载火箭与亞利安3號運載火箭基本相同，基于亞利安1號運載火箭的基础上研制，屬於三節组式火箭。

## 技術諸元
亞利安2號運載火箭和亞利安3號運載火箭有著相同的基本設計，與亞利安1號運載火箭相同，不同之處僅有第一節和第二節的推力增強，較長的第三節及較大的酬載艙之體積。此外，亞利安3號運載火箭有兩枚捆綁式固態輔助火箭，使它的酬載能力可達2175公斤到2580公斤。第一節配備四顆四氧化二氮和聯氨25%的常溫液態燃料引擎。第二節和第三節分別配備一顆常溫液態燃料引擎；第二節燃料是四氧化二氮和聯氨25%；第三節燃料是液態氧/煤油。

## 发射记录
亞利安2號運載火箭首次發射的結果是失敗的，時間在1986年5月30日，但接下來的所有發射均是成功的，不過亞利安2號運載火箭僅發射過六次，亞利安2號運載火箭最後一次發射是在1989年4月2日。亞利安2號運載火箭和亞利安三號運載火箭發射次數不多，主要是因為更多變性、酬載能力更強大的亞利安4號運載火箭的出現。

## 註腳
1. ↑  混合75%的偏二甲基和25%聯氨